# Dhanush (vapen)
Dhanush är indisk 15,5 cm fälthaubits utvecklad av Ordnance Factories Board. Pjäsens design bygger på svenska Bofors Haubits 77. Haubitssystemet är sedan juli 2016 i aktiv tjänst i indiska armén, med en bekräftad order på 414 pjäser.

## Utveckling
Dhanush-projektet startades av indiska Ordnance Factories Board (OFB) i syfte att ersätta tre äldre artillerisystem, två 105 mm haubitsar samt en rysk 122 mm haubits.
I början av 1970-talet påbörjade Indien egen forskning och utveckling av artillerisystem, något som resulterade i ett införande av 105 mm haubitsar i indiska armén. Under 1980-talet sålde Bofors artillerisystemet Haubits 77 till Indien, något som medförde att den inhemska utvecklingen och produktionen av artillerisystem upphörde. Affären med Bofors inkluderade dock en licens och tekniköverföring till Ordnance Factories Board. Boforsaffären resulterade dock i en stor korruptionsskandal, den så kallade Boforsaffären. Denna och andra skandaler rörande artilleri (Denel, Soltamoch Stk) ledde till att anskaffning av nya system fördröjdes avsevärt. Den Indiska Armen var dock nöjda med pjäsen efter striderna i Kargil. En grupp officerare inom OFB upptäckte de bortglömda ritningarna till Haubits 77B och påbörjade ett projekt 2005–2006 för att licenstillverka pjäsen. 2010 kom man med ett nytt förslag med längre eldrör, projektet fick då från arméledningen som ställde 2 reservpjäser till förfogande. Det ledde till att man utvecklade Dhanush-systemet. Flera problem med försökspjäserna, bland annat en eldrörsbrisad 2013 ledde till att projektets framtid var osäker.
I dess utvecklingsstadium bedömdes den vara 20-25 procent bättre än FH77 gällande skottvidd, träffsäkerhet, elevationsvinklar samt tid från eldöppnande till förflyttning. Då försöken var lyckade övergick den till serietillverkning, och i juli 2016 överlämnade de tre första Dhanushpjäserna till den indiska armén. I juli 2017 avslutades testerna och 18 ytterligare pjäser levererades, med en fortsätt leveransplan på 36 pjäser 2018 och slutlevererar de sista 60 pjäser under 2019, vilket då ska omfatta totalt 114 pjäser.
- Räckvidd 38 km
- Eldhastighet 42 skott/h
- Vikt under 13 ton
- Tröghetsnavigering och GPS
- Ballistikräknare

## Varianter
En fordonsmonterad variant av artilleripjäsen, benämnd "Mounted Gun System", förevisades av Ordnance Factories Board i samband med 2018 års upplaga av Defexpo. Pjäsen är monterad på en 8x8 Tatra lastbil, vilken licenstillverkas av BEML. Pjäsen har en maxhastighet på 30 km i terräng och 80 km/h på landsväg.

## Användare
- Indien Indiska armén – 114 pjäser på order.[2]